# Josiane Lima (taekwondo)
Josiane Lima (6 de enero de 1988) es una deportista brasileña que compitió en taekwondo. Ganó dos medallas en el Campeonato Panamericano de Taekwondo en los años 2004 y 2014.

## Palmarés internacional
| Campeonato Panamericano | Campeonato Panamericano          | Campeonato Panamericano | Campeonato Panamericano |
| Año                     | Lugar                            | Medalla                 | Categoría               |
| ----------------------- | -------------------------------- | ----------------------- | ----------------------- |
| 2004                    | Santo Domingo ( Rep. Dominicana) | Medalla de plata        | –55 kg                  |
| 2014                    | Aguascalientes (México)          | Medalla de bronce       | –57 kg                  |